# 2 Samodzielny Batalion Piechoty Zmotoryzowanej (Ukraina)
2 Samodzielny Batalion Piechoty Zmotoryzowanej „Horyń” – batalion Wojsk Lądowych Ukrainy, podporządkowany 14 Samodzielnej Brygadzie Zmechanizowanej. Jako batalion obrony terytorialnej brał udział w konflikcie na wschodniej Ukrainie. Batalion stacjonuje w obwodzie rówieńskim.

## Wykorzystanie bojowe
Batalion Horyń został wysłany do strefy walk 17 lipca 2014 roku. Już 22 lipca jego żołnierze znaleźli się pod ostrzałem systemów Grad, w wyniku czego dwóch zostało rannych. Pod koniec lipca batalion stacjonował pod Donieckiem. 10 sierpnia od wybuchu granatu zginął żołnierz Horynia. 15 sierpnia agencja informacyjna Donieckiej Republiki Ludowej Noworossija podała, że Horyń stacjonuje w pobliżu granicy ukraińsko-rosyjskiej, gdzie miał zostać ponownie ostrzelany przez separatystów przy pomocy systemów Grad i ponieść straty w ludziach i sprzęcie. Później żołnierz batalionu, R. Kapelniuk przyznał, że podczas ostrzału pod wsią Sołńcewo uszkodzony został pojazd przewożący amunicję, a kilku żołnierzy odniosło rany. Batalion ten wielokrotnie miał znajdować się pod ostrzałem Gradów. 20 sierpnia do niewoli wzięty został oficer batalionu, mjr A.D. Jarczuk, który został zwrócony stronie ukraińskiej podczas wymiany jeńców w grudniu tego samego roku. Z końcem września 2014 roku Horyń przemieszczono pod Zaporoże.